# Ludwik Turulski
Ludwik Aleksander Turulski (ur. 31 lipca 1894 w Lekartach, zm. 25 marca 1952 w Londynie) – pułkownik saperów inżynier Wojska Polskiego II Rzeczypospolitej i Polskich Sił Zbrojnych.

## Życiorys
Ludwik Aleksander Turulski urodził się 31 lipca 1894 roku w Lekartach, w powiecie lubawskim należącym wówczas do prowincji Prusy Zachodnie. Uczęszczał do gimnazjum klasycznego w Grudziądzu, które ukończył w 1913 roku.
Jesienią 1914 roku, Po wybuchu I wojny światowej, został powołany do armii niemieckiej. Służył w 23 pułku saperów, w którym ukończył kurs aspirantów oficerskich. W 1915 roku, jako podoficer został skierowany na front zachodni. Wziął udział w walkach nad Marną i we Flandrii, gdzie został ranny. W 1917 roku został przeniesiony na front wschodni, gdzie walczył z bolszewikami na Ukrainie i Krymie.
Latem 1919 roku przedostał się przez linię demarkacyjną i wstąpił do Wojska Polskiego. Wziął udział w powstaniu wielkopolskim. Następnie służył w II batalionie saperów wielkopolskich w Poznaniu. Później został przeniesiony do 64 pułku piechoty w Grudziądzu i wyznaczony na stanowisko dowódcy kompanii technicznej, z którą 1 maja 1920 roku wyruszył na front. Wziął udział w walkach z bolszewikami w Grupie Poleskiej. 3 czerwca 1920 roku w bitwie pod Rościułkami nad Berezyną, ze swoją kompanią odparł atak przeważających sił przeciwnika. Następnie, 14 czerwca wziął pod swoją komendę II batalion 64 pp i odrzucił atak bolszewików na przyczółek mostowy Rzeczyca nad Dnieprem. W następnej walce został ciężko ranny w pierś i przebywał w szpitalu. 5 kwietnia 1921 roku został przeniesiony do Szefostwa Inżynierii i Saperów Dowództwa Okręgu Generalnego „Pomorze”. Był wówczas podporucznikiem piechoty.
Po wojnie, do 1923 roku był adiutantem w batalionie saperów 7 pułku saperów, a następnie zastępcą szefa Inżynierii i Saperów w Dowództwie Okręgu Korpusu Nr VIII w Toruniu. 31 grudnia 1925 roku został przeniesiony z Szefostwa Inżynierii i Saperów OK VIII do Szefostwa Wojsk Technicznych OK VIII. 25 października 1926 roku został przeniesiony z Szefostwa Saperów OK VIII do 8 pułku saperów w Toruniu na stanowisko dowódcy batalionu. Później został przesunięty na stanowisko kwatermistrza. 31 października 1927 roku został ponownie przesunięty na stanowisko dowódcy IV batalionu saperów. W listopadzie 1929 roku został zastępcą dowódcy 8 batalionu saperów w Toruniu. W marcu 1932 roku został wyznaczony na stanowisko oficera saperów w dowództwie 12 Dywizji Piechoty w Tarnopolu. W czerwcu 1933 roku otrzymał przeniesienie do dowództwa 1 Brygady Saperów w Modlinie na stanowisko oficera sztabu. Później pełnił służbę w Departamencie Technicznym Ministerstwa Spraw Wojskowych na stanowisku szefa wydziału. Z dniem 1 grudnia 1934 roku został wyznaczony na stanowisko kierownika Kierownictwa Zaopatrzenia Saperów w Warszawie. W 1938 roku objął stanowisko dowódcy 2 pułku Saperów Kaniowskich w Puławach, z którym uczestniczył w kampanii wrześniowej 1939 roku.
Po zakończonej kampanii, przez Węgry przedostał się do Francji, gdzie został komendantem Centrum Wyszkolenia Saperów w Angers. Wziął udział w jego organizowaniu, a następnie ewakuacji do Anglii. W okresie od 1 lipca do 18 sierpnia 1940 roku był dowódcą batalionu saperów Korpusu, a następnie szefem Saperów Naczelnego Wodza. W 1941 roku został członkiem Polskiej Misji Wojskowej w Kanadzie. W 1942 roku ponownie objął stanowisko komendanta Centrum Wyszkolenia Saperów. W latach 1943–1947 był dowódcą saperów I Korpusu Polskiego. Zmarł 25 marca 1952 roku w Londynie.
Ludwik Turulski był żonaty z Małgorzatą Kunegundą z Trzcińskich (ur. 1893). Żona pułkownika była przewodniczącą Koła Rodziny Wojskowej w Puławach. Zmarła 10 grudnia 1938 roku w Warszawie. Została pochowana 14 grudnia 1938 roku na cmentarzu garnizonowym w Toruniu, obok matki Anny z Tatulińskich Trzcińskiej (zm. 15 lutego 1930 roku).

## Awanse
- podporucznik – 1920
- porucznik – 19 stycznia 1921 zatwierdzony z dniem z 1 kwietnia 1920 w „grupie byłej armii niemieckiej”[13][14].
- kapitan – 1922 zweryfikowany ze starszeństwem z dniem 1 czerwca 1919[15]
- major – 1924 – zweryfikowany ze starszeństwem z dniem 15 sierpnia 1924[16]
- podpułkownik – ze starszeństwem z dniem 1 stycznia 1936[17]
- pułkownik –

## Ordery i odznaczenia
- Krzyż Niepodległości (17 września 1932)[18]
- Krzyż Walecznych (dwukrotnie)
- Złoty Krzyż Zasługi (19 marca 1936)[19][20]
- Krzyż Żelazny I klasy (Prusy)
- Krzyż Żelazny II klasy (Prusy)